# デヴィッド・マーギュリーズ
デヴィッド・マーギュリーズ（David Margulies,  1937年2月19日 - 2016年1月11日）は、アメリカ合衆国の俳優である。デヴィッド・マーグリーズやデイヴィッド・マーグリースとも表記される。

## 来歴
1937年、ニューヨーク市ブルックリン区生まれ。父親は弁護士で、母親は美術館職員だった。ニューヨーク市立大学シティカレッジへ進学して卒業後すぐの1958年に役者として舞台『Golden 6』へ出演してオフ・ブロードウェイデビューを果たす。1976年には舞台『The Iceman Cometh』でブロードウェイデビューも果たした。その前の1972年に『Scarecrow in a Garden of Cucumbers』で映画デビューも飾り、役者としてテレビドラマや映画に精力的に出演した。
特に彼のキャリアで知られているのはビル・マーレイ主演のコメディ『ゴーストバスターズ』に登場するニューヨーク市長役で、その後製作された続編にも同役で続投した。その他の出演作としてはジム・キャリー主演の『エース・ベンチュラ』やウディ・アレン監督でレオナルド・ディカプリオらが出演した『セレブリティ』などがある。最近ではジョン・タトゥーロが監督を務めた『ジゴロ・イン・ニューヨーク』や人気ドラマ『ザ・ソプラノズ 哀愁のマフィア』へも数エピソード出演するなど、高齢となった現在でも名バイブレーヤーとして数々の作品へ出演を続けている。

## 出演作品

### 映画
- Scarecrow in a Garden of Cucumbers (1972)
- ウディ・アレンのザ・フロント The Front (1976)
- Last Embrace (1979)
- My Old Man (1979)
- オール・ザット・ジャズ All That Jazz (1979)
- Night-Flowers (1979)
- Hide in Plain Sight (1980)
- 殺しのドレス Dressed to Kill (1980)
- タイムズ・スクエア Times Square (1980)
- 暗闇からの脱出 I'm Dancing as Fast as I Can (1982)
- ダニエル Daniel (1983)
- A Doctor's Story (1984) ※テレビ映画
- ゴーストバスターズ Ghost Busters (1984)
- ナインハーフ Nine 1/2 Weeks (1986)
- 想い出のブライトン・ビーチ Brighton Beach Memoirs (1986)
- キャンディ・マウンテン Candy Mountain (1987)
- イシュタール Ishtar (1987)
- 魔法のドラム・スティック Magic Sticks (1987)
- 旅立ちの時 Running on Empty (1988)
- ゴーストバスターズ2 Ghostbusters II (1989)
- 狙われた証言 Perfect Witness (1989) ※テレビ映画
- Kojak: Ariana (1989)
- Funny About Love (1990)
- ラルゴ・デソラート Largo Desolato (1990) ※テレビ映画
- Never Forget (1991)
- 都合の悪い女 An Inconvenient Woman (1991)
- 刑事エデン/追跡者 A Stranger Among Us (1992)
- 流血の絆 Le Grand Pardon II (1992) ※声のみ
- マシュー・ブロデリックの 緊・急・事・態 Out on a Limb (1992)
- 家族の祈り Family Prayers (1993)
- エース・ベンチュラ Ace Ventura: Pet Detective (1994)
- インディ・ジョーンズ/若き日の大冒険 ～ハリウッドの愚者たち～ The Adventures of Young Indiana Jones: Hollywood Follies (1994)
- Hudson River Blues (1997)
- セレブリティ Celebrity (1998)
- Man of the Century (1999)
- 奇跡の歌 Looking for an Echo (2000)
- Bought & Sold (2003)
- Invitation to a Suicide (2004)
- ウィスキー・スクール Whiskey School (2005)
- Ira & Abby (2006)
- NOISE/ ノイズ Noise (2007)
- 幸せの行方... All Good Things (2010)
- Roadie (2011)
- ガール・オン・ザ・トレイン The Girl on the Train (2013)
- ジゴロ・イン・ニューヨーク Fading Gigolo (2013)

### テレビドラマ
- 刑事コジャック Kojak (1977)
- フロム・ザ・ダークサイド Tales from the Darkside (1985)
- ザ・シークレット・ハンター The Equalizer (1985, 1986)
- ABC Afterschool Specials (1987)
- 私立探偵スペンサー Spenser: For Hire (1987)
- アメリカン・プレイハウス American Playhouse (1988)
- ホークと呼ばれた男 A Man Called Hawk (1989)
- ギデオン・オリバー Gideon Oliver (1989)
- The Days and Nights of Molly Dodd (1989)
- ロー&オーダー Law & Order (1991, 1993, 1995, 2004)
- たどりつけばアラスカ Northern Exposure (1993)
- シカゴ・ホープ Chicago Hope (1995)
- The City (1995)
- NYPDブルー NYPD Blue (1996)
- New York Undercover (1997)
- Welcome to New York (2000)
- ザ・ソプラノズ 哀愁のマフィア The Sopranos (2000, 2002, 2004, 2007)
- 100 Centre Street (2001)
- Touched by an Angel (2001)
- Canterbury's Law (2008)
- Political Animals (2012)
- グッド・ワイフ The Good Wife (2012)
- ブルーブラッド 〜NYPD家族の絆〜 Blue Bloods (2013)

### 主な舞台作品
- Comedians (1976)
- Night Flowers (1979)
- The West Side Waltz (1981)
- Brighton Beach Memoirs (1981)
- Angels in America: Millennium Approaches (1993)
- Angels in America: Perestroika (1993)
- 45 Seconds from Broadway (2001)
- Wonderful Town (2003) ※リバイバル上演